# Coptomma marrisi
Coptomma marrisi är en skalbaggsart som beskrevs av Song och Wang 2003. Coptomma marrisi ingår i släktet Coptomma och familjen långhorningar. Inga underarter finns listade i Catalogue of Life.